# Xã Buckskin, Quận Ross, Ohio
Xã Buckskin (tiếng Anh: Buckskin Township) là một xã thuộc quận Ross, tiểu bang Ohio, Hoa Kỳ. Năm 2010, dân số của xã này là 2.039 người.